# 大塚霍之丞
大塚 霍之丞（おおつか かくのじょう）は幕末の幕臣。別名・賀久治。京都見廻組や彰義隊に参加し、鳥羽・伏見の戦いから箱館戦争まで戊辰戦争を戦い抜いた。明治になってからは官僚となり、後に榎本武揚が北海道小樽の所有地管理のため設立した北辰社の支配人を務めた。

## 略歴
幕臣・岡田与一郎の三男として生まれ、1863年（文久3年）に大塚家に養子入りする。神楽坂朝比奈道場で免許皆伝となった後、京都見廻組に応募、肝煎となり、鳥羽・伏見の戦いに参加。江戸に戻った後、彰義隊に加わり頭取並として上野戦争で戦う。敗戦後は天野八郎とともに江戸で潜伏したが、天野が捕縛された際、大塚は逃走に成功。彰義隊の春日左衛門、丸毛靭負等とともに榎本艦隊に合流した。
箱館戦争で彰義隊は渋沢成一郎を隊長として再結成され、大塚は頭取となった。松前城攻撃に参加するが、大塚ら旧天野八郎派は城を攻めるより軍資金の持ち出しを優先した渋沢の指揮を問題視し、出兵を拒否し分裂騒動を起こした。これにより一時謹慎を命じられたが、渋沢派と隊を分割することで決着。その後、大塚は五稜郭詰となった。
旧幕府軍の降伏直前に、自害しようとした榎本から刀を奪い取り、指を負傷しながらも自害を止めたとの逸話がある。榎本が降伏協議のため亀田の会見場へ向かった際、従者を務めた。
降伏後、弘前や弁天台場で謹慎する。1872年（明治5年）に釈放後、開拓使、製作寮、工部省、外務省、皇居御造営、逓信省で官僚として働く。退官後、北海道炭礦鉄道に勤めながら北辰社の支配人となり、榎本が小樽に所有する土地の管理を行った。
箱館戦争についての私記「一季の物語」を残している。